# Dmitrij Nalbandian
Dmitrij Nalbandian (orm. Դմիտրի Նալբանդյան, ros. Дми́трий Налбандя́н, ur. 2 września?/15 września 1906 w Tyflisie, zm. 2 lipca 1993 w Moskwie) – ormiański i radziecki malarz.

## Życiorys
Od 1924 do 1929 studiował w Tyfliskiej Akademii Sztuk Pięknych u Jewgienija Lanceray i Jegisze Tatewosjana, po ukończeniu studiów pracował jako malarz-kopista w Goskinopromie i w studiu kinowym w Odessie. Od 1931 mieszkał w Moskwie, gdzie zaczął tworzyć realistyczne obrazy, później zgodnie z linią partyjną włączył się w nurt socrealizmu. Namalował wiele portretów funkcjonariuszy partyjnych, m.in. Stalina, Chruszczowa i Breżniewa. Jego dzieła to m.in. Wystąpienie S.M. Kirowa na XVII Zjeździe Partii (1935), Władza Rad - pokój narodów (współautor, 1950), portret Isahakiana (1940), portret Stalina (1945), W.I. Lenin u A.M. Gorkiego w 1920 roku (1954-1956), Lenin w Gorkach (1959), Lenin w podziemiu (1961), W.I. Lenin i A.M. Gorki na wyspie Capri wśród włoskich rybaków. 1908 rok (1962-1965), Piechurzy u W.I. Lenina (1967), Wystąpienie Lenina na Placu Czerwonym (1969-1971), Przeddzień Października (1973), Wernatun (1974-1976), Władimir Majakowski w Gruzji (Bagdadzie) w 1927 roku (1979). Od 1948 należał do WKP(b). Wystawy jego prac były organizowane w Moskwie oraz w Finlandii, NRD i we Francji. W 1953 został członkiem rzeczywistym Akademii Sztuk Pięknych ZSRR. Jego prace znajdują się w Galerii Tretiakowskiej, Wielkim Pałacu Kremlowskim i innych czołowych muzeach. Jego autoportret znajduje się w Galerii Uffizi we Florencji. D. Nalbandian został pochowany na Cmentarzu Nowodziewiczym.

## Odznaczenia i nagrody
- Medal Sierp i Młot Bohatera Pracy Socjalistycznej (14 września 1976)
- Order Lenina (14 września 1976)
- Order Czerwonego Sztandaru Pracy
- Nagroda Leninowska (1982)
- Nagroda Państwowa ZSRR (dwukrotnie, 1946 i 1951)
- Złoty Medal Akademii Sztuk Pięknych ZSRR (1978)